# Italjet F 125
La Italjet F 125 è una motocicletta da competizione che ha corso nel motomondiale dal 2000 al 2002 e prodotto e sviluppato dalla Italjet.
La moto venne utilizzata dall'omonimo team Italjet Racing, composto dal capo tecnico Jorge Moeller, dal responsabile tecnico Tiziano Altabella e il direttore sportivo Gabriele Debbia.

## Descrizione
Nella stagione 2000 la Italjet fece il suo ingresso nel motomondiale, presentandosi nella classe 125 con una moto dotata di motore a 2 tempi con misure di alesaggio e corsa di 54x54,5 mm, con immissione di tipo lamellare e alimentato da un carburatore Keihin da 39 mm, capace di sviluppare 50 CV. Montava un freno anteriore monodisco da 300 mm e posteriore monodisco da 200 mm, con forcelle WP da 42mm, il telai è un bitrave n alluminio verniciato di nero, così come per il forcellone sempre in alluminio.

Nella prima stagione fu pilotata da Jaroslav Huleš, Leon Haslam e Marco Tresoldi (sostituto di Huleš negli ultimi due gran premi), sostituiti l'anno successivo da Stefano Perugini e Gianluigi Scalvini.

Al secondo anno di partecipazione (2001) il progetto venne aggiornato e prende il nome di "Italjet GP/03", è caratterizzato da un nuovo motore termico, una nuova accensione elettronica e l'adozione della frizione a secco, soluzioni che hanno permesso di aumentare la potenza di 1,5 cv, la carenatura venne rastremata, ma sempre con linee morbide, mentre la presa d'aria dell'airbox viene confinata alla base sinistra del cupolino, mentre il codino viene leggermente ridimensionato, la livrea rimane sempre blu.
Nel 2002 non ci furono grandi cambiamenti, se non per il fatto che il telaio e il forcellone non sono più colorati e vennero utilizzate più versioni per il forcellone, per quest'anno la moto venne guidata da Stefano Perugini, Gábor Talmácsi (solo per le prime gare della stagione), Leon Camier (solo poche gare) e Christian Pistoni (solo per la seconda metà di stagione).